# Eduarda Henklein
Eduarda Henklein (* 8. August 2009 in Joinville, Santa Catarina) ist eine brasilianische Schlagzeugerin und Sängerin. Sie trat mit dem Schlagzeug in diversen Fernsehsendungen unter anderem in Brasilien, den USA, Italien und Deutschland auf.

## Leben
Eduarda Henklein wurde als Tochter von Ester Plens Martins und Marcos Daniel Henklein in Brasilien geboren. Sie begann im Alter von vier Jahren Schlagzeug zu spielen. Am 16. Dezember 2015 wurde sie in Joinville als jüngster weiblicher Schlagzeuger registriert. Sie trat unter anderem in der von Ellen DeGeneres und Steve Harvey entwickelten NBC-Talentshow Little Big Shots auf und gastierte zudem in der deutschen Sat.1-Adaption Little Big Stars mit Thomas Gottschalk. Darin sang und spielte sie mit dem Schlagzeug von zwei Gitarristen begleitet den Song Toxicity von System of a Down. Des Weiteren trat sie mit dem Song You Could Be Mine von Guns n’ Roses in der italienischen Version Little Big Show auf. Einige Videos mit ihrem Schlagzeugspiel wurden beispielsweise auf YouTube mehrere Millionen Mal abgerufen.